# 99
99（九十九）是98与100之间的自然数。

## 在数学中
- 第73個合數，正因數有1、3、9、11、33和99。前一個為98、下一個為100。
質因數分解為{\displaystyle 3^{2}\times 11}。
- 第76個虧數，真因數和為57，虧度為42。前一個為98、下一個為101。
- 第67個不尋常數，大於平方根的質因數為11。前一個為97、下一個為101。
- 第61個十进制的奢侈數。前一個為98、下一個為100。
- 九九乘法表：一種以口訣般的方式方便背誦記憶的簡單乘法學習法，可以處理1×1到9×9之間所有整數相乘的數學問題，因此得名。
- 在十進位中最大的二位數自然數
- 迴文數

### 基本运算
| 乘法                             | 1  | 2   | 3   | 4   | 5   | 6   | 7   | 8   | 9   | 10  |  | 11   | 12   | 13   | 14   | 15   | 16   | 17   | 18   | 19   | 20   |
| -------------------------------- | -- | --- | --- | --- | --- | --- | --- | --- | --- | --- |  | ---- | ---- | ---- | ---- | ---- | ---- | ---- | ---- | ---- | ---- |
| {\displaystyle {{99}\times {x}}} | 99 | 198 | 297 | 396 | 495 | 594 | 693 | 792 | 891 | 990 |  | 1089 | 1188 | 1287 | 1386 | 1485 | 1584 | 1683 | 1782 | 1881 | 1980 |

## 在人类文化中
- 九九神功：一種中國傳統氣功，強調能以氣功修練的方式強化男性的性能力。
- The 99（英语：The 99），伊斯蘭教超級英雄漫畫。
- 全球樓宇數目最多的住宅項目香港美孚新邨共有99座樓宇。
- 九九表，中国古代筹算中进行十进位制乘法、除法、开方等运算中的基本计算规则
- 数九，種中國傳統記錄時間的方式，從冬至開始每過九天記為一九，共記九九
- 九九消寒图，中國北方的一項民俗
- 九九 (撲克牌)，一种撲克牌游戏。
- 九九峰，位于台湾中部
- 九十九島，日本長崎縣名勝
- 九十九里濱，日本千葉縣海岸
- 九九，2015年中國電視劇
- 因「白」字比「百」字少一橫，故在漢字文化圈中有以「白」字表示99的現象。如「白壽」。
- 大華超級市場，又称“大華99”

### 人物
- NINETY-NINE（ナインティナイン）：一個由日本搞笑藝人岡村隆史與矢部浩之所組成的兩人表演團體，隸屬於吉本興業旗下。
- 日本第99代天皇後龜山天皇
- 九九 (歌手)，本名陳天靈，英文名Sophie Chen，加拿大華裔創作女歌手

## 軍事
- 九九式步槍，二战时日本步枪
- 九九式狙擊步槍，二战时日本阻击步枪
- 九九式輕機槍，二战时日军武器
- 九九式手榴弹，二战时日军武器
- 九九式反坦克地雷，二战时日军武器
- 九九式艦上轟炸機，二战时日本轰炸机
- 九九式攻擊機，二战时日本攻擊機
- 九九式雙發輕轟炸機，二战时日军轟炸機
- 九九式高等練習機，二战时日本練習机
- 九九式機炮，二战时日本海軍製造的空用機炮
- 九九式山炮，二战时日本陸軍的山炮
- 99式狙击步枪，中国设计的大口径重型狙击步枪
- 99式主战坦克，中国人民解放军装备的主战坦克

## 在科学中
- 锿的原子序数[1]